# Władysław Lasocki (1905–1943)
Władysław Lasocki ps. „Wołodyjowski” (ur. 10 września 1905 w Zaborowie, zm. 29 listopada 1943 w Pruszkowie-Gąsinie) – dowódca oddziału specjalnego Gwardii Ludowej w stopniu sierżanta.

## Życiorys
Jest to postać niemal zapomniana. Urodził się w rodzinie chłopskiej, jako syn Jana i Feliksy z Kaczmarków. Jako nastolatek został robotnikiem w jednej z żyrardowskich fabryk. W drugiej połowie 1942 wstąpił do Polskiej Partii Robotniczej i Gwardii Ludowej, gdzie dowodził żyrardowskiemu zgrupowaniu „Burza”, którego celem były działania dywersyjne w rejonie zwanym przez dowództwo GL „Warszawa Lewa Podmiejska”. Był to obszar obejmujący Włochy, Czechowice, Piastów, Pruszków i Żyrardów. Do największych akcji organizowanych przez oddział Władysława Lasockiego należy zaliczyć napad na konwój i rabunek ok. miliona ówczesnych złotych (19 czerwca 1943), wykolejenie pociągu pod Radziwiłłowem (18 lipca 1943). Jesienią 1943 zamieszkał w wynajętym mieszkaniu w Pruszkowie i został dowódcą stworzonej tam grupy specjalnej "Węże". Awans na stopień sierżanta otrzymał 5 listopada 1943. Na skutek donosu hitlerowcy otoczyli dom przy ul. Robotniczej 50 w Pruszkowie i zgładzili zarówno ukrywającego się tam Władysława Lasockiego jak i wszystkich mieszkańców domu. Pośmiertnie otrzymał pochwałę bojową.